# Тово ди Сант'Агата
Тово ди Сант'Агата (итал. Tovo di Sant'Agata) је насеље у Италији у округу Сондрио, региону Ломбардија.
Према процени из 2011. у насељу је живело 620 становника. Насеље се налази на надморској висини од 530 м.

## Становништво
Према резултатима пописа становништва 2011. у општини је живело 624 становника.
| 1931. | 1936. | 1951. | 1961. | 1971. | 1981. | 1991. | 2001. | 2011. |
| ----- | ----- | ----- | ----- | ----- | ----- | ----- | ----- | ----- |
| 441   | 476   | 397   | 403   | 456   | 496   | 522   | 569   | 624   |